# 所持
所持（しょじ）とは、「持っていること」「携帯すること」である。所持しているものを所持品（しょじひん）ともいう。

## 法律における所持
民法
民法において所持とは財物（特に動産）が事実上ある人の意志によって支配下にあると認められる状態にあること。占有の一つの条件でもある。携帯を始め、運搬、保管も含まれる。また、単に所有していることを単純所持という。その状態に至った法律上の原因や、その物に対する所有権が誰に属しているかは問わない。また、事実上支配していると認められる限り、直接的な保管だけではなく、使用人に保管させた場合でも該当する。許可を受けて所持しているものが盗まれたり、滅失した場合、対象物が無くなるため許可は失効する。
刑法
刑法において所持とは財産に対して事実上あるいは法律上支配している状態である。民法では所持は占有の一つの条件であったが、刑法においては同義とされる。

## 所持が規制、禁止されている物
あへん法
- あへん
- けしがら

アルコール事業法
- 密造アルコール

医薬品、医療機器等の品質、有効性及び安全性の確保等に関する法律
- 指定薬物（危険ドラッグ等）

火炎びんの使用等の処罰に関する法律
- 火炎びん

感染症の予防及び感染症の患者に対する医療に関する法律
- 感染症の病原体及び毒素

化学兵器の禁止及び特定物質の規制等に関する法律
- 化学兵器

覚醒剤取締法
- 覚醒剤

火薬類取締法
- 火薬類

クラスター弾等の製造の禁止及び所持の規制等に関する法律
- クラスター弾、子弾及び小型爆弾

細菌兵器（生物兵器）及び毒素兵器の開発、生産及び貯蔵の禁止並びに廃棄に関する条約等の実施に関する法律
- 生物兵器
- 毒素兵器

サリン等による人身被害の防止に関する法律
- サリン等

銃砲刀剣類所持等取締法
- 銃砲
- 刀剣類
- 拳銃部品
- 拳銃実包
- 準空気銃
- 模造拳銃

酒税法
- 密造酒類

児童買春、児童ポルノに係る行為等の処罰及び児童の保護等に関する法律
- 児童ポルノ

対人地雷の製造の禁止及び所持の規制等に関する法律
- 対人地雷

大麻取締法
- 大麻

毒物及び劇物取締法
- 特定毒物
- 引火性、発火性又は爆発性のある毒物又は劇物

特殊開錠用具の所持の禁止等に関する法律
- ピッキング用具
- 破壊用シリンダー回し
- ホールソー
- サムターン回し

爆発物取締罰則
- 爆発物

放射性同位元素等の規制に関する法律
- 放射性同位元素

麻薬及び向精神薬取締法
- 麻薬

## 参考資料
- ブリタニカ国際大百科事典(ブリタニカ)